# 화도초등학교 (인천)
화도초등학교는 대한민국 인천광역시 강화군 화도면 상방리에 있는 공립 초등학교이다.

## 학교 연혁
| 1924년 | 4월 1일   | 사립 강습소(이산학원) 설립<주윤창>            |
| 1928년 | 3월 16일  | 하도공립보통학교 설립인가                     |
| 1928년 | 7월 5일   | 2학급 편성 개교(4년제)                        |
| 1930년 | 3월 23일  | 제1회 졸업식 거행                             |
| 1934년 | 5월 1일   | 동막간이학교 개교(흥왕초)                     |
| 1938년 | 2월 1일   | 화도공립보통학교로 교명 변경                  |
| 1938년 | 4월 1일   | 화도공립심상소학교로 교명 변경                |
| 1941년 | 4월 1일   | 화도공립국민학교로 교명 변경                  |
| 1943년 | 5월 1일   | 동막공립국민학교 승격 독립                    |
| 1945년 | 12월 10일 | 본교에서 장화분교장, 상촌분교장 분리          |
| 1952년 | 4월 1일   | 화도국민학교로 교명 변경                      |
| 1955년 | 9월 27일  | 상촌분교 상촌국민학교로 승격 독립             |
| 1964년 | 3월 7일   | 장화분교장 장화국민학교로 승격 독립           |
| 1981년 | 3월 9일   | 병설유치원 개원                               |
| 1995년 | 3월 1일   | 장화분교 폐교로 본교로 통합                   |
| 1996년 | 3월 1일   | 화도초등학교로 교명 변경                      |
| 1999년 | 3월 1일   | 흥왕초등학교, 마리산초등학교 본교로 통폐합    |
| 2000년 | 8월 28일  | 본관 건물 신․개축 완공                        |
| 2008년 | 3월 1일   | 시교육청지정 시범연구학교(방과후학교)         |
| 2009년 | 10월 10일 | 교직원 사택 신축 완공                         |
| 2010년 | 2월 28일  | 다목적 강당 (마니마루) 완공                   |
| 2010년 | 12월 14일 | 신발장 설치 및 비가림막 공사 완료             |
| 2011년 | 2월 28일  | 마니산유치원과의 통합으로 화도병설유치원 폐원 |
| 2011년 | 6월 2일   | 영어체험학습실 구축 공사 완공                 |
| 2011년 | 8월 31일  | 학교 급식실 현대화사업 완공                   |
| 2011년 | 9월 8일   | 마니마루 특별교실(현악부) 흡음시설 완공       |
| 2012년 | 12월 31일 | 본관 리모델링 완공                            |
| 2013년 | 7월 27일  | 교실․관리실 바닥․창호․출입문 교체             |
| 2013년 | 8월 19일  | 도서실 현대화 사업                            |
| 2014년 | 6월 1일   | 조례대, 응원석 설치                           |
| 2014년 | 9월 1일   | 제24대 박성태 교장 취임                       |
| 2014년 | 9월 1일   | 방과후 돌봄교실 추가 설치                     |
| 2014년 | 10월 24일 | 잔디운동장 개장                               |
| 2014년 | 10월 27일 | 5,6학년 전국일주 수학여행(4박5일)             |
| 2015년 | 2월 12일  | 제84회 졸업식(21명, 총5,650명)                |
| 2015년 | 3월 1일   | 7학급 편성(특수학급 포함)                     |

## 참고 자료
- 화도초등학교 - 한국교육학술정보원 학교알리미